# 高橋里奈 (ピアニスト)
高橋 里奈（たかはし りな）は神奈川県横浜市出身のピアニスト。

## 人物・来歴
バロックから現代音楽までの幅広いレパートリーを持ち、特にリストやラヴェル、ドビュッシー、ラフマニノフは好評を得ている。
現在コマラジ（狛江エフエム）で『Luxury Time〜高橋里奈のMare di Musica〜』と『狛江クラシック・ラウンジ』の番組パーソナリティーを務めている。

## 師事歴
5歳より桐朋学園大学音楽学部附属 子供のための音楽教室にて安藤美那子、桐朋女子高等学校音楽科にて有賀和子に師事。10代で渡独しベルリン芸術大学（UdK Berlin）にてRainer Beckerに師事。

## ディスコグラフィ
アルバム
- 『Chaconne』 JKR-001
- 『ゆめ -Sogno-』 JKR-002
- 『ラフマニノフ 24の前奏曲集』 GNRS-0029〜30
- 『夢のあとに After a Dream ～Romance～』 GNRS-0032
- 『愛のメロディ Melodies of Love』 GNRS-0034